# ماتياس كاس
ماتياس كاس (مواليد 19 فبراير 1997) هو لاعب جودو بلجيكي، فاز بالميدالية البروزنية في وزن 81 كج في أولمبياد 2020.